# Oxytropis vermicularis
Oxytropis vermicularis är en ärtväxtart som beskrevs av Josef Franz Freyn. Oxytropis vermicularis ingår i släktet klovedlar, och familjen ärtväxter. Inga underarter finns listade i Catalogue of Life.